# Mihai Iliescu
Aurel Mihai Iliescu (* 25. Juli 1978 in Slănic) ist ein ehemaliger rumänischer Bobfahrer.
Iliescu begann 1998 mit dem Bobsport und wurde im selben Jahr in den Nationalkader aufgenommen. In der Weltcup-Saison 2004/05 war er Pilot im Zweier- und Viererbob. Bei der Bob- und Skeleton-Weltmeisterschaften 2005 in Calgary erreichte er im Zweier mit dem Anschieber Adrian Duminicel den 29. Platz und mit dem Vierer den 21. Platz.
2005/06 startete Iliescu im Weltcup nur im Zweierbob. Am Ende der Saison nahm er an den Olympischen Winterspielen 2006 in Turin teil. Mit dem Anschieber Levente Bartha landete er mit dem Zweierbob auf dem 26. Platz.